# Sindrome acrorenale
La sindrome acrorenale è una malattia genetica a ereditarietà autosomica recessiva molto rara; per estensione, "sindrome acrorenale" è la denominazione anche di altre patologie congenite caratterizzate da anomalie alle estremità (come polidattilia e brachidattilia) e ai reni.

## Epidemiologia e storia
La prima descrizione risale al 1969 ed è opera dei medici tedeschi H. Dieker e John Marius Opitz.
L'incidenza della malattia è inferiore a un caso ogni milione di nati vivi; in letteratura medica sono stati finora descritti solo circa 20 pazienti affetti dalla sindrome in tutto il mondo.
L'incidenza delle sindromi acrorenali in senso lato (generalmente annoverate nella categoria delle ciliopatie) è invece attorno a un caso ogni 20 000 nati vivi.

## Eziologia
Causa della malattia risulta essere una mutazione sul braccio lungo del cromosoma 15, in corrispondenza dei locus genici 15q13-15q14.

## Clinica

### Segni e sintomi
Il quadro clinico della sindrome acrorenale intesa in senso lato (cioè qualsiasi combinazione tra malformazioni alle estremità e alterazioni della struttura renale) può comprendere:
- Polidattilia, oligodattilia, brachidattilia, ectrodattilia e anomale fusioni ossee in corrispondenza di falangi, metacarpi e metatarsi
- Agenesia renale unilaterale, ipoplasia renale bilaterale, malformazioni a carico dell'uretere e del trigono vescicale, ostruzione vescicale
- Segni clinici meno specifici, come disturbi dell'accrescimento, ritardo psicomotorio, coloboma, ipertelorismo oculare, decorso antimongolico delle rime palpebrali, anomalie morfologiche dell'elice, palato alto, amelogenesi imperfetta, clinodattilia, ginocchio valgo, coartazione aortica, ipospadia e criptorchidismo

Invece, nel caso della sindrome acrorenale propriamente detta, sono tipicamente presenti alcuni dei seguenti segni clinici:
- Generalmente ectrodattilia bilaterale, più raramente ipoplasia longitudinale del radio, dell'ulna, della tibia o del perone
- Agenesia o ipoplasia dei reni; in essi possono talvolta svilupparsi cisti anche multiple

Nei soggetti affetti dalla patologia sono generalmente presenti anche altre anomalie strutturali e funzionali.

### Diagnosi
La diagnosi è essenzialmente clinica, avvalendosi della radiografia per constatare le anomalie nelle dimensioni e nella struttura dei reni. Utilizzando gli ultrasuoni è possibile effettuare una diagnosi prenatale per mezzo di un'ecografia ostetrica.